# Gemerská Panica
Gemerská Panica (hongrois : Gömörpányit) est un village de Slovaquie situé dans la région de Košice.

## Histoire
La première mention écrite du village date de 1247.
La localité fut annexée par la Hongrie après le premier arbitrage de Vienne le 2 novembre 1938. En 1938, on comptait 822 habitants dont 15 d'origine juive. Elle faisait partie du district de Tornaľa (hongrois : Tornaljai járás). Le nom de la localité avant la Seconde Guerre mondiale était Gemerská Panita/Gömör-Panyit. Durant la période 1938 - 1945, le nom hongrois Gömörpanyit était d'usage. À la libération, la commune a été réintégrée dans la Tchécoslovaquie reconstituée.

## Démographie

### Évolution de la population
| Année:               | 1994. | 2004.   | 2014.   | 2024.    |
| -------------------- | ----- | ------- | ------- | -------- |
| Nombre de personnes: | 732   | 707     | 644     | 568      |
| Différence:          |       | -3,41 % | -8,91 % | -11,80 % |

| Année:               | 2023. | 2024.   |
| -------------------- | ----- | ------- |
| Nombre de personnes: | 578   | 568     |
| Différence:          |       | -1,73 % |